# Shunzō Miyasaka
Shunzō Miyasaka (宮坂俊蔵?) es un seiyu masculino japonés, quien nació un 7 de diciembre en Tokio y está afiliado a la agencia, Aoni Production. Se graduó de la Universidad de Keiō, en la facultad de Literatura.

## Roles

### Anime
| 2007 - Gintama - GeGeGe no Kitarō - Shugo Chara! - Dennō Coil - Mononoke 2008 - Kirarin Revolution - Shugo Chara! - Soul Eater - Antique Bakery - Tytania - GeGeGe no Kitarō - Hatara Kizzu Maihamu Gumi - Hakushaku to Yōsei - Hyakko - Yume miru anime Onchan - RoboDz Kazagumo Hen - Yakushiji Ryōko no Kaiki Jikenbo - One Piece | 2009 - Aoi Hana - Asu no Yoichi! - Anyamaru Tantei Kiruminzuu - Kiddy Girl-and - La Corda d'Oro - Gintama - Kurokami - Shugo Chara! - Skip Beat! - Seiken no Blacksmith - Tatakau Shisho - Tears to Tiara - A Certain Scientific Railgun - Dragon Ball Z Kai - Hatsukoi Limited. - Higashi no Eden - Beyblade: Metal Fusion - Modern Magic Made Simple | 2010 - Uragiri wa Boku no Namae o Shitteiru - BB Senshi Sangokuden - Ōkami-san to Shichinin no Nakama-tachi - Otome Yōkai Zakuro - Kaidan Restaurant - Kiss×sis - Shinryaku! Ika Musume - Sekirei - Tantei Opera Milky Holmes - Nodame Cantabile - Hakuōki - Battle Spirits - Dan Guerrero Rojas - Battle Spirits - Brave - Fortune Arterial - Mayoi Neko Overrun! - To Love-Ru - Yume miru anime Onchan | 2011 - Lotte no Omocha! - Ano Hi Mita Hana no Namae o Bokutachi wa Mada Shiranai. - Ikoku Meiro no Croisée - C - Shinryaku! Ika Musume - Suite Pretty Cure ♪ - Sacred Seven - Tantei Opera Milky Holmes - Bakugan Battle Brawlers - Hidan no Aria - Hanasaku Iroha - Hōrō Musuko 2012 - Saint Seiya Ω - Tari Tari - Chibi Maruko-chan - Mōretsu Uchū Kaizoku 2014 - Sakurako-san no Ashimoto ni wa Shitai ga Umatteiru - Shigatsu wa Kimi no Uso |

### OVAs
2007
- Freedom Project

2008
- Kiss×sis
- Naisho no Tsubomi

2009
- Hatsukoi Limited.
- Saint Seiya: The Lost Canvas - Hades Mythology

2010
- Darker than black
- Tales of Symphonia
- Yozakura Quartet

2011
- Valkyria Chronicles III

### Películas animadas
2009
- Strong World

2011
- Buda

2014
- The Idolmaster

### Videojuegos
| 2008 - Valkyria Chronicles - Sands of Destruction 2009 - Kamen Rider: Climax Heroes - Dynasty Warriors 6 - Tales of the World: Radiant Mythology 2 - Tales of VS. - Yakuza 3 2010 - Another Century's Episode: R - Valkyria Chronicles II - Dragon Ball: Raging Blast - Trinity: Souls of Zill O'll - Fist of the North Star: Ken´s Rage - Marriage Royale - Yakuza 4 2011 - Dynasty Warriors 7 - Dynasty Warriors Next - Saint Seiya: Sanctuary Battle - Samurai Warriors 3 - Tales of the World: Radiant Mythology 3 - Doctor Lautrec and the Forgotten Knights - Warriors: Legends of Troy - Yakuza: Dead Souls | 2012 - Genso Suikoden: Tsumugareshi Hyakunen no Toki - Shining Blade - Dynasty Warriors 7 - Tales of Innocence - Tales of the Heroes: Twin Brave - LovePlus - Binary Domain - Rune Factory 4 - One Piece: Pirate Warriors 2013 - God Eater - Shining Ark - One Piece: Pirate Warriors 2 2014 - Samurai Warriors Chronicle 3 - Samurai Warriors 4 2015 - Super Robot Wars BX |

### CD Drama
- Iris Zero
- Anne of Green Gables
- The Legend of Heroes VII
- La Corda d'Oro
- Love Attack!
- Toradora!
- Tonari no Kaibutsu-kun
- Hatsukoi Limited.
- Minami-ke
- Wild Adapter
- Shin Megami Tensei: Persona 3

### BLCD
- Junjō Romantica

### Historia real
- The Pacific
- Kirin Holdings

### Televisión
- Fuji Television

### Acción real
- Mega Monster Battle: Ultra Galaxy